# Stazione di Anfiteatro
La stazione di Anfiteatro è una fermata ferroviaria a servizio di Santa Maria Capua Vetere, di cui è il secondo impianto ferroviario cittadino, posta sulla ferrovia Piedimonte Matese - Santa Maria Capua Vetere (Alifana alta). Attualmente è gestita dall'Ente Autonomo Volturno. Prende la denominazione dall'Anfiteatro capuano, un sito archeologico posto nelle immediate vicinanze.

## Storia
La prima stazione con la medesima denominazione sorgeva dalla parte opposta rispetto all'Anfiteatro. Di tale stazione, in cui transitavano sia i treni dell'Alifana alta (Santa Maria Capua Vetere-Piedimonte d'Alife) sia della bassa (Napoli-Capua), oggi non restano tracce.
Con la fine della seconda guerra mondiale, la tratta alta della ferrovia Alifana risultò pesantemente danneggiata e la parte tra Sant'Andrea dei Lagni e Capua (compresa la vecchia fermata di Anfiteatro) fu definitivamente dismessa. I lavori di ricostruzione del resto della linea si conclusero solo il 5 aprile 1963 con l'inaugurazione dell'impianto attuale, al termine del viadotto che collegava la linea al vecchio tracciato anteguerra fino a Sant'Angelo in Formis, ora però a scartamento ordinario e senza più la diramazione per Capua. Verso sud, il piccolo impianto risultò poi, com'è tuttora, direttamente collegato con la stazione di Santa Maria Capua Vetere, divenuta capolinea del nuovo tracciato alto della ferrovia Alifana; il tracciato basso risultò così scisso dal resto della linea, fino alla sua completa chiusura nel 1976 e riapertura parziale a partire dal 2005 sotto forma di metropolitana.

## Strutture e impianti
La fermata è sopraelevata rispetto al piano stradale della strada statale 7 Via Appia sopra il quale è situata ed al quale si accede tramite una scala. La fermata è servita dall'unico binario di corsa della linea e presenta perciò un solo marciapiede dotato di pensilina.

## Movimento
La stazione è servita da treni regionali gestiti da EAV, vi fermano quasi tutti i treni della relazione Napoli - Piedimonte Matese e le destinazioni principali sono Napoli e Piedimonte Matese.